# Alfredo Rodríguez Salicio
Alfredo Rodríguez Salicio (7 d' octubre de 1985). És un pianista cubà i compositor de jazz.
Des de petit va començar a estudiar piano al Conservatori Manuel Saumell, i més tard al Conservatori de música Amadeo Roldán, tots dos a la ciutat de l'Havana.
El seu interès en el jazz va ser estimulat pel concurs anual "JoJazz" per a joves músics de jazz a Cuba, on va guanyar una menció honorífica el 2003.
El 2006, Rodríguez va ser seleccionat com un dels dotze pianistes de tot el món per tocar al Festival de Jazz de Montreux. Va ser aquí on va conèixer la icona de la música Quincy Jones, qui ha estat el seu productor i mentor de d'aquell moment.
Una de les composicions més conegudes de Rodríguez es va aconseguir gràcies a la col·laboració amb Quincy Jones, Tan Dun i Siedah Garrett; l'himne "Better City, Better Life" va ser seleccionat com el tema oficial de la Xangai World Expo 2010 .
El 2015 va rebre la seva primera nominació als Premis Grammy en la categoria “millor arranjament instrumental”, per a la cançó "Guantanamera".
Rodríguez ha actuat en importants festivals de jazz en què ha compartit escenaris amb artistes com Wayne Shorter, Herbie Hancock, Patti Austin, James Ingram, McCoy Tyner, Esperança Spalding, Richard Bona i Lionel Loueke.
| Any  | Àlbum                               | Segell Discogràfic  |
| ---- | ----------------------------------- | ------------------- |
| 2012 | Sounds of Space                     | Mack Avenue Records |
| 2014 | The Invasion Parade                 | Mack Avenue Records |
| 2016 | Tocororo                            | Mack Avenue Records |
| 2018 | The Little Dream                    | Mack Avenue Records |
| 2019 | Diologue (junto a Pedrito Martínez) | Mack Avenue Records |
| 2023 | Coral Way                           | Mack Avenue Records |